# Bonneville (Charente)
Bonneville és un municipi francès situat al departament del Charente i a la regió de la Nova Aquitània. L'any 2007 tenia 157 habitants.

## Demografia

### Població
El 2007 la població de fet de Bonneville era de 157 persones. Hi havia 64 famílies de les quals 12 eren unipersonals (12 dones vivint soles i 12 dones vivint soles), 28 parelles sense fills, 20 parelles amb fills i 4 famílies monoparentals amb fills.
La població ha evolucionat segons el següent gràfic:
Habitants censats

### Habitatges
El 2007 hi havia 89 habitatges, 63 eren l'habitatge principal de la família, 17 eren segones residències i 9 estaven desocupats. Tots els 89 habitatges eren cases. Dels 63 habitatges principals, 55 estaven ocupats pels seus propietaris, 6 estaven llogats i ocupats pels llogaters i 2 estaven cedits a títol gratuït; 5 tenien dues cambres, 5 en tenien tres, 13 en tenien quatre i 40 en tenien cinc o més. 51 habitatges disposaven pel capbaix d'una plaça de pàrquing. A 31 habitatges hi havia un automòbil i a 28 n'hi havia dos o més.

### Piràmide de població
La piràmide de població per edats i sexe el 2009 era:
| Homes | Edats   | Dones |
| ----- | ------- | ----- |
| 0     | 95 o +  | 0     |
| 0     | 90 a 94 | 0     |
| 0     | 85 a 89 | 8     |
| 0     | 80 a 84 | 0     |
| 0     | 75 a 79 | 8     |
| 0     | 70 a 74 | 4     |
| 12    | 65 a 69 | 4     |
| 4     | 60 a 64 | 4     |
| 4     | 55 a 59 | 4     |
| 0     | 50 a 54 | 4     |
| 12    | 45 a 49 | 8     |
| 4     | 40 a 44 | 0     |
| 4     | 35 a 39 | 4     |
| 8     | 30 a 34 | 8     |
| 0     | 25 a 29 | 4     |
| 8     | 20 a 24 | 4     |
| 8     | 15 a 19 | 4     |
| 0     | 10 a 14 | 4     |
| 4     | 5 a 9   | 4     |
| 4     | 0 a 4   | 4     |

## Economia
El 2007 la població en edat de treballar era de 85 persones, 61 eren actives i 24 eren inactives. De les 61 persones actives 54 estaven ocupades (31 homes i 23 dones) i 7 estaven aturades (2 homes i 5 dones). De les 24 persones inactives 10 estaven jubilades, 7 estaven estudiant i 7 estaven classificades com a «altres inactius».

### Ingressos
El 2009 a Bonneville hi havia 62 unitats fiscals que integraven 154 persones, la mediana anual d'ingressos fiscals per persona era de 14.525,5 €.

### Activitats econòmiques
Dels 3 establiments que hi havia el 2007, 2 eren d'empreses de comerç i reparació d'automòbils i 1 d'una empresa de serveis.
L'any 2000 a Bonneville hi havia 21 explotacions agrícoles que ocupaven un total de 1.092 hectàrees.

## Poblacions més properes
El següent diagrama mostra les poblacions més properes.